# Eberhard Hillebrand
Rudolph Eberhard Hillebrand (* 30. April 1840 in Osnabrück; † 18. März 1924 in Hannover) war ein deutscher Architekt, Bauunternehmer und Stadtbauinspektor.

## Leben
Eberhard Hillebrand war Sohn eines Schlachtermeisters in Osnabrück. Nach einem Besuch des dortigen Gymnasiums absolvierte er von 1856 bis 1859 Ausbildungen im Maurer- und Steinhauerhandwerk und studierte zugleich drei Wintersemester an der Königlichen Baugewerkschule Nienburg. 1859 siedelte er nach Hannover über, wo er zunächst in den Büros der Architekten Ludwig Debo und Hermann Hunaeus arbeitete. Im gleichen Jahr immatrikulierte er sich an der Polytechnischen Schule Hannover für das Studium der Baukunst. Nach Abschluss dieser Studien wurde er 1863 im Büro des Architekten Conrad Wilhelm Hase angestellt. Noch im selben Jahr übersiedelte er nach Kassel, wo er Lehrveranstaltungen des Neugotikers Georg Gottlob Ungewitters an der Höheren Gewerbeschule besuchte. Nachdem er auch in dessen Büro eine Anstellung bekommen hatte, unternahm er im Herbst 1864 eine Studienreise, die ihn durch Deutschland und Frankreich führte. Nach seiner Rückkehr arbeitete er fast zwei Jahre an der Fertigstellung von Projekten des plötzlich verstorbenen Ungewitters.
Von 1866 bis Mitte 1871 war er, zunächst als Baukondukteur, später als Regierungsbaumeister, in der Flensburger Bauinspektion beschäftigt. 1872 kehrte er nach Hannover zurück, wo er heiratete und zunächst freiberuflich sowie als selbständiger Bauunternehmer tätig war. 1883 wurde er als Stadtbauinspektor mit der Leitung der Hochbauabteilung des Stadtbauamtes betraut. 1887 trat er aus eigenem Wunsch von diesem Dienst zurück und arbeitete daraufhin wieder als selbständiger Architekt, bis er am 18. März 1924 in seinem Haus in Hannover verstarb.
Laut der Baugewerks-Zeitung vom 5. Dezember 1875 war Hillebrand gemeinsam mit dem Maurermeister Ernst Brauns, dem Architekten Ludolf Schaper, dem Maurermeister Johann Christoph Fusch und dem Architekten Gustav Röbbelen Mitglied im Vorstand der am 18. und 19. September 1875 gegründeten Baugewerken-Unfall-Genossenschaft zu Hannover.

## Werk (Auswahl)

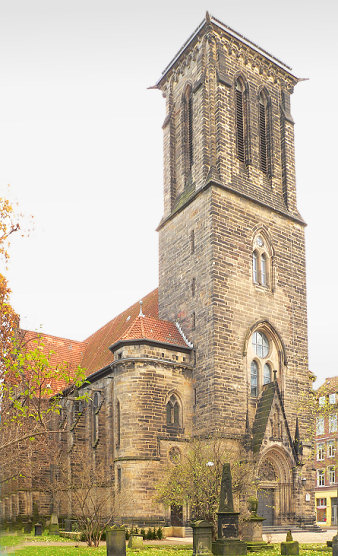
Gartenkirche St. Marien in Hannover

- 1880–1881: Turm der Nikolaikirche in Elmshorn
- 1881–1883: Pauluskirche in Bielefeld
- 1883–1886: Pauluskirche in Hannover-Südstadt
- 1884: Lutherkirche in Beckum,[2] nach Renovierung 1951 umbenannt in Christuskirche
- um 1885: Sparrenburg, Errichtung eines Pallas
- 1887–1891: Gartenkirche St. Marien in Hannover
- 1892: Umbau der Apostelkirche in Gütersloh – nach Ende der Simultankirche St. Pankratius
- 1893–1895: Kirche des Stephansstiftes in Hannover-Kleefeld
- 1895–1898: Lutherkirche in Hannover-Nordstadt
- 1896–1899: St.-Jakobi-Kirche in Peine
- 1897–1898: St. Bonifatius (Altenbeichlingen) Kr.Sömmerda – nach Plänen von Friedrich Fahro[3]
- 1899–1901: Petrikirche in Hannover-Kleefeld
- 1900–1901: Christuskirche in Hasbergen
- 1900–1902: Thomaskirche in Erfurt
- 1903–1906: Herrenhäuser Kirche in Hannover-Herrenhausen
- 1912–1913: Emmauskapelle in Rieste

## Schriften
- Georg Gottlob Ungewitter: Land- und Stadt-Kirchen. Eine Sammlung von ausgeführten oder für die Ausführung bestimmten Entwürfen zu kirchlichen Gebäuden, den Einzeltheilen und dem Zubehör derselben. Nach dem Tode des Verfassers hrsg. von Eberhard Hillebrand. Flemming, Glogau (1865–1868).
- Evangelische Kirchen und Pfarrhäuser. Küthmann, Dresden 1909.